# Галф-Шорс
Галф-Шорс (англ. Gulf Shores) — місто (англ. city) в США, в окрузі Болдвін штату Алабама. Населення — 15 014 особи (2020).

## Географія
Галф-Шорс розташований за координатами 30°16′24″ пн. ш. 87°42′7″ зх. д. / 30.27333° пн. ш. 87.70194° зх. д. (30.273431, -87.701855).  За даними Бюро перепису населення США в 2010 році місто мало площу 72,47 км², з яких 59,97 км² — суходіл та 12,50 км² — водойми. В 2017 році площа становила 83,02 км², з яких 70,47 км² — суходіл та 12,56 км² — водойми.

### Клімат
| Клімат : Галф-Шорс           | Клімат : Галф-Шорс | Клімат : Галф-Шорс | Клімат : Галф-Шорс | Клімат : Галф-Шорс | Клімат : Галф-Шорс | Клімат : Галф-Шорс | Клімат : Галф-Шорс | Клімат : Галф-Шорс | Клімат : Галф-Шорс | Клімат : Галф-Шорс | Клімат : Галф-Шорс | Клімат : Галф-Шорс | Клімат : Галф-Шорс |
| Показник                     | Січ.               | Лют.               | Бер.               | Квіт.              | Трав.              | Черв.              | Лип.               | Серп.              | Вер.               | Жовт.              | Лист.              | Груд.              | Рік                |
| Середній максимум, °C        | 15,6               | 17,8               | 21,1               | 25,0               | 28,3               | 31,1               | 32,2               | 32,2               | 30,6               | 26,1               | 21,1               | 17,2               | 24,9               |
| Середній мінімум, °C         | 4,4                | 5,6                | 9,4                | 12,8               | 17,2               | 21,1               | 22,8               | 22,2               | 20,0               | 13,9               | 9,4                | 5,6                | 13,7               |
| Норма опадів, мм             | 155                | 139                | 170                | 115                | 142                | 151                | 203                | 158                | 152                | 91                 | 132                | 112                | 1720               |
| ---------------------------- | ------------------ | ------------------ | ------------------ | ------------------ | ------------------ | ------------------ | ------------------ | ------------------ | ------------------ | ------------------ | ------------------ | ------------------ | ------------------ |
| Джерело: The Weather Channel |                    |                    |                    |                    |                    |                    |                    |                    |                    |                    |                    |                    |                    |

## Демографія
Згідно з переписом 2010 року, у місті мешкала 9741 особа в 4453 домогосподарствах у складі 2732 родин. Густота населення становила 134 особи/км².  Було 11921 помешкання (164/км²).
Расовий склад населення:
| - 93,4 % — білих - 1,5 % — чорних або афроамериканців - 0,9 % — азіатів - 0,5 % — корінних американців - 0,1 % — вихідців з тихоокеанських островів - 1,6 % — осіб інших рас |

До двох чи більше рас належало 1,9 %. Частка іспаномовних становила 4,0 % від усіх жителів.
За віковим діапазоном населення розподілялося таким чином: 18,3 % — особи молодші 18 років, 64,5 % — особи у віці 18—64 років, 17,2 % — особи у віці 65 років та старші. Медіана віку мешканця становила 42,0 року. На 100 осіб жіночої статі у місті припадало 97,7 чоловіків;  на 100 жінок у віці від 18 років та старших — 95,6 чоловіків також старших 18 років.
Середній дохід на одне домашнє господарство  становив 71 221 долар США (медіана — 47 662), а середній дохід на одну сім'ю — 85 253 долари (медіана — 57 712). Медіана доходів становила 42 668 доларів для чоловіків та 40 399 доларів для жінок. За межею бідності перебувало 16,6 % осіб, у тому числі 22,2 % дітей у віці до 18 років та 10,0 % осіб у віці 65 років та старших.
Цивільне працевлаштоване населення становило 4759 осіб. Основні галузі зайнятості: роздрібна торгівля — 23,3 %, мистецтво, розваги та відпочинок — 20,4 %, освіта, охорона здоров'я та соціальна допомога — 13,2 %, фінанси, страхування та нерухомість — 11,7 %.